# Thérèse Gouin Décarie
Pour les articles homonymes, voir Décarie.
Thérèse Gouin Décarie, née le 30 septembre 1923 à Montréal et morte le 2 avril 2024 dans la même ville, est une psychologue et professeure universitaire canadienne reconnue pour ses travaux articulant intelligence et affectivité chez les jeunes enfants.

## Biographie
Thérèse Gouin Décarie naît le  30 septembre 1923 à Montréal. Son milieu est celui de la grande bourgeoisie canadienne-française. Sa mère est Yvette Ollivier, une artiste et dramaturge qui a connu un succès public et critique, et dont les deux œuvres majeures sont les pièces Cocktail (1935) et Le jeune dieu (1937). Son père est le sénateur Léon-Mercier Gouin, et de ce fait, elle est la petite-fille de Lomer Gouin,, 13e premier ministre du Québec (1905-1920) et l'arrière-petite-fille d'Honoré Mercier, 9e premier ministre du Québec (1887-1891). Après avoir été brièvement fiancée à Pierre Elliott Trudeau,, elle épouse Vianney Décarie, professeur de philosophie à l'Université de Montréal. La cérémonie eut lieu à la basilique Notre-Dame de Paris le 24 décembre 1948. Le couple aura ensemble 4 enfants.
Elle fait des études au Couvent du Sacré-Cœur à Montréal. Puis, elle s'inscrit à l'Institut (qui deviendra un département) de psychologie de l'Université de Montréal et obtiendra son baccalauréat en 1945,. Son mémoire de maîtrise (1947) porte sur les dessins d'enfants et leurs significations. Entre 1946 et 1949, elle effectue quelques stages de formation. D'abord au Centre d’orientation de Montréal (1946 à 1948), puis au James Jackson Putman Children’s Center de Boston, un institut pour enfants autistes (printemps 1948). Ce stage américain la mène à la publication de son premier article scientifique Quelques symptômes d’enfants autistiques en regard des théories de Piaget. De 1948 à 1949, on la retrouve à l’Institut médico-pédagogique de l’Université de Paris auprès du médecin et psychanalyste André Berge. Elle en profite pour suivre des cours de la Sorbonne, où elle s'initie aux théories de Jean Piaget. Sa thèse de doctorat, déposée en 1960, articule la théorie du développement intellectuel de l'enfant de Jean Piaget et celle du développement de l'affectivité de Sigmund Freud. Sa thèse sera publiée en 1962 aux éditions Delachaux et Niestlé, sous l'intitulé Intelligence et affectivité chez le jeune enfant,; Piaget en signe d'ailleurs la préface.
Thérèse Gouin Décarie est « une pionnière au Québec dans la recherche sur le développement de l’enfant »; une pionnière par son approche expérimentale du développement du nourrisson. Elle a contribué à introduire l'approche, les idées et les méthodes de Jean Piaget en Amérique. Ses premiers travaux ont « démontré comment le nourrisson appréhende le monde social et le monde physique et comment ces deux mondes se rejoignent ».
Elle réalisera une carrière universitaire comme professeure au département de psychologie de l'Université de Montréal. Au début de sa carrière, elle donne des cours de psychologie génétique et dirige des recherches sur la petite enfance à titre de chargée d’enseignement à l’Institut de psychologie de l’Université de Montréal (1949 à 1951); elle devient professeure agrégée en 1951, puis titulaire en 1965. Elle est l’auteure d’une cinquantaine d’articles scientifiques et a dirigé ou co-dirigé les thèses et mémoires de près de trente étudiants et étudiantes.
Dans les années 1960, Thérèse Gouin Décarie mène une étude longitudinale sur le développement des enfants nés de mères ayant pris de la thalidomide au cours de leur grossesse,. Ce travail évaluant le développement mental et affectif de ces enfants a reçu une attention internationale, au même titre que ses recherches en psychologie génétique. Ses recherches suivantes se concentrent sur le développement social des enfants, notamment sur les réactions des nourrissons aux étrangers et les capacités de prise en compte de différentes perspectives des tout-petits .
Elle est la première femme francophone dans le domaine des sciences humaines et sociales à être nommée au Conseil national de recherches du Canada. En 2013, le Prix Acfas Marcel-Vincent est renommé Prix Acfas Thérèse-Gouin-Décarie; cette distinction canadienne est remise à un chercheur ou une chercheuse pour souligner l'excellence et le rayonnement de ses travaux et de ses actions dans le domaine des sciences sociales. En 2021, la bibliothèque qui dessert la Faculté d'éducation, les départements de psychologie et de communication et l'École de psychoéducation de l'Université de Montréal est renommée « Bibliothèque Thérèse-Gouin-Décarie » en son honneur.

## Publications
- Le développement psychologique de l'enfant : causeries de Radio-Collège (1952-1953) (Fides, 1953)
- De l'adolescence à la maturité : causeries de Radio-Collège (1953-1954) (Fides, 1955)
- « Les manuels d'éducation familiale... une fumisterie? », dans Cité libre, aout-septembre 1962
- Intelligence et affectivité chez le jeune enfant : étude expérimentale de la notion d'objet chez Jean Piaget et de la relation objectale (Éditions Delachaux et Niestlé, 1962)
- Réception de Mme Thérèse Gouin Décarie, M. Jacques Henripin et M. André Raynauld à la Société royale du Canada à Montréal, le 15 novembre 1969 (Éditions du Bien public, 1970)
- La réaction du jeune enfant à la personne étrangère, en collaboration avec Jacques Goulet et autres (Presses de l'Université de Montréal, 1972)
- L'enfant : explorations récentes en psychologie du développement, en collaboration avec Jean-François Saucier (Presses de l'Université de Montréal, 1980)
- Le Griffiths, vingt-cinq ans après sa construction : une réévaluation des 80 premiers items : rapport final, (Université de Montréal, Département de psychologie, 1981)
- Les Capacités précoces du jeune enfant, (Université de Montréal. Centre de formation continue, Enseignement culturel, 1992)
- Entretiens avec Thérèse Gouin Décarie : la psychologie de l'enfant, côté science et côté coeur, en collaboration avec Marguerite-Michelle Côté (Liber, 1996)

## Distinctions
- 1969 : Membre de la Société royale du Canada
- 1970 : Membre à vie de la Société canadienne de psychologie[20]
- 1970-79 : Membre du Honorary Advisory Council du Conseil national de recherches du Canada[21]
- 1977 : Officier de l'Ordre du Canada[22]
- 1981 : Doctorat honorifique de l'Université d'Ottawa[14]
- 1984-85 : Présidente honoraire de la Société canadienne de psychologie[12]
- 1986 : Prix Acfas Marcel-Vincent, pour des travaux en sciences sociales
- 1988 : Prix Léon-Gérin
- 1990 : Distinguished fellow de l'International Society for Infant Study[20]
- 1991 : Médaille Innis-Gérin de la Société royale du Canada
- 1991 : Professeure émérite de l'Université de Montréal
- 1994 : Doctorat honorifique remis par l'Université Concordia[23]
- 1994 : Officière de l'Ordre national du Québec[14]
- 1996 : Doctorat honorifique de l'Université de Moncton[14]
- 2002 : Médaille du jubilé d'or de la Reine Elizabeth II[24]
- 2004 : Médaille du Centre d’excellence pour le développement du jeune enfant[25]
- 2012 : Médaille du jubilé de diamant de la Reine Elizabeth II[26]
- 2016 : Prix Jacques-St-Pierre[27]